# Scontrone
Scontrone est une commune italienne de la province de L'Aquila, dans la région Abruzzes.

## Administration
| Période                                  | Période  | Identité        | Étiquette | Qualité |
| ---------------------------------------- | -------- | --------------- | --------- | ------- |
| 30 mai 2006                              | En cours | Patrizia Melone |           |         |
| Les données manquantes sont à compléter. |          |                 |           |         |

### Hameaux
Ponte Zittola, Villa Scontrone 

### Communes limitrophes
Alfedena, Barrea, Castel di Sangro, Montenero Val Cocchiara (IS), Roccaraso